# North Wilkesboro
North Wilkesboro è una città degli Stati Uniti d'America situata nella Carolina del Nord, nella Contea di Wilkes.